# Code Napoléon
Code Napoléon (hrvatski: Napoleonov zakonik; izvorno: Code civil des Français), francuski je građanski zakonik, uspostavljen za vrijeme vladavine Napoleona I. 1804. Zakonik zabranjuje privilegije s obzirom na mjesto rođenja, dopušta slobodu vjere, i ističe da vladini poslovi pripadaju samo kvalificiranima. Nabrzinu su ga sastavila četvorica pravnika, a na snagu je stupio 21. ožujka 1804. No Code Napoléon nije prvi zakonik koji govori o pravima građana u Europi, prije njega postojali su Codex Maximilianeus bavaricus civilis (Bavarska, 1756.), Allgemeines Landrecht (Pruska, 1794.) i Zapadni galicijski zakon, (Galicija, tada dio Austrije, 1797.); Code Napoléon smatra se prvim uspješnim zakonikom građanskog prava na kojeg su utjecali zakoni u drugim europskim zemljama. Ovaj je zakon vrijedio za sve građane Francuske i bio je veliki korak prema vladavini prava. Povjesničari ga zovu "jednim od nekoliko dokumenata koji su utjecali na cijeli svijet."
Načela na kojima je izrađen bila su; jednakost svih pred zakonom, nezavisnost prava od religije i jamstvo privatnog vlasništva.
Zakonik je ukinuo povlastice na temelju rođenja, dopustio slobodu vjeroispovijesti, i omogućio da poslove u državnoj upravi mogu dobiti najkvalificiraniji ljudi za taj posao.
Za izradu zakonika sastavljena je komisija od četiri značajna, koji su brzo obavili posao, tako da je on stupio na snagu 21. ožujka 1804. Napoleonov zakonik bio je naglašeno jasno napisan i provedljiv zakon, veliki korak u sređivanju stanja i pravne zbrke, zamijenivši prethodno šarenilo feudalnih zakona. Američki povjesničar Robert Holtman ga smatra jednom od rijetkih dokumenata koji su utjecali na cijeli svijet.
Napoleonov građanski zakonik nije bio prvi pravni kodeks na europskom tlu koji se ticao građanskog prava - njemu su predhodili Maksimilijanov bavarski građanski zakonik (Codex Maximilianeus bavaricus civilis) iz Bavarske -1756., Opći zemaljski zakonik (Allgemeines Landrecht) iz Prusije, 1794. i Zapadni galicijski zakonik (Galicija, tada dio Austrije, 1797.). On je međutim, bio prvi moderni pravni zakonik koji se proširio po cijeloj kontinentalnoj Europi i snažno utjecao na zakonodavstvo mnogih država nastalih za vrijeme i nakon Napoleonskih ratova.
Sam Napoleon u svojim memoarima koje je diktirao na Svetoj Heleni, shvatio je da će od svega što je napravio za svog života - Code civil ostati njegova najveća ostavština - moja prava slava ne leži u činjenici da sam pobijedio u četrdeset bitaka, - Waterloo će izbrisati uspomenu na sve moje pobjede, ali moj Građanski zakonik - živjet će vječno.

## Povijest

### Okolnosti nastanka zakonika
Šarenilo pravnih sustava bila je dominantna karakteristika pravnog poretka predrevolucionarne Francuske. Na mediteranskom jugu prevladavao je pravni poredak na temeljima Rimskog prava, dok je po sjevernim pokrajinama, zajedno s Parizom, prevladavalo Običajno pravo, koje se razvilo na temeljima feudalnih franačkih i germanskih institucija. Brak i porodični život bili su gotovo u potpunosti pod kontrolom Rimokatoličke crkve, regulirani kanonskim pravom. Osim toga, od početka 16. st., sve veći broj pravnih pitanja bio je reguliran kraljevskim uredbama i pravilnicima i sudskom praksom koju je razvio aristokratski parlement (dvorski savjet). Svako područje imalo je vlastite carine, i unatoč napora u 16. i 17. st da se to stanje sredi i zakoni jedinstveno kodificiraju - ništa nije napravljeno, zbog velikog otpora svih onih skupina kojima se zadiralo u njihove privilegije. 
Nakon Francuske revolucije, kodifikacija je postala ne samo moguća, nego i potrebna. Dotad moćne skupine, koje su zbog vlastitih interesa to kočile, kao što su brojni feudalni dvorovi, cehovi i bratovštine su uništeni i ukinuti, a uplitanje crkve u svjetovnu vlast svedeno na najmanju moguću mjeru, a i pokrajine su pretvorene u jedinice nove nacionalne države. Code Napoleon temeljio se po prvi put u historiji čovječanstva na pretpostavci da treba stvoriti racionalni zakon, oslobođen svih prethodnih predrasuda a njegov sadržaj trebao je biti sublimat zdravog razuma, a njegovo moralno opravdanje nije ležalo u starim običajima i monarhističkom paternalizmu već u njegovoj usklađenosti s diktatima razuma.

### Napoleonska reforma prava
Napoleon je odmah nakon što je postao prvi konzul, krenuo u reformu francuskog pravnog sustava u skladu s idejama Francuske revolucije, jer su stari feudalni i rojalistički zakoni djelovali zbunjujuće i kontradiktorno stanovništvu zemlje. 
Posebna zbrka vladala je kod građanskog prava, koji je bio predmet mnogih različitih tijela državne uprave, i gomile različitih pravnih propisa po Francuskoj - zbog tog je još Nacionalni konvent to htio zamijeniti jednim zakonikom. Izrada nacrta novog građanskog zakonika povjerena je uglednom pravniku i zastupniku revolucionarnog konventa - Jean Jacques Régis de Cambacérèsu. On je prvi nacrt zakonika izradio još 1793. (u nevjerojatnih mjesec dana), ali se konvent bavio više sukobima s kontrarevoluciona i europskim silama koje su ih podržavale, tako da je taj zakon ostao po strani, - njegov nacrt je dorađivan 1794. i 1796. ali sve je ostalo samo na tome. 
Rad na izradi zakonika ponovno je obnovljen Napoleonovim dolaskom na vlast 1799. On sam je jednom prilikom izjavio kako je sanjario da će biti moguće sve zakone svesti na jednostavne geometrijske demonstracije, tako da će o njima moći suditi svatko tko zna čitati i pisati i složiti dvije ideje.Osnovana je komisija od četiri eminentna pravnika (Felix-Julien-Jean Bigot de Preameneu, Jacques de Maleville, Jean-Etienne-Marie Portalis i François-Denis Tronchet) - 1800., kojoj je predsjedao drugi konzul Republike - Cambacérès, a vrlo često i sam prvi konzul - Napoleon, koji je požurivao rad komisije, tako da su ga zvali Ahilej komisije. Nakon intenzivnog rada - zakonik (kodeks) je bio gotov 1801., ali nije objavljen sve do 21. ožujka 1804. kad je objavljen pod imenom - Code civil des Français (Francuski građanski zakonik).
Code Civil je razvijen uglavnom na temeljima raznih starih običajnih zakona, inspiriran Justinijanovim zbornikom iz 6. st. Corpus Iuris Civilis u kojem je kodificiran rimski zakonik, uz njegov kodeks. Međutim, napoleonski kodeks razlikuje od Justinijanovog u par važnih stvari, u njega su ugrađena sve vrste ranijih pravila i običaja, a ne samo zakonodavni propisi; on nije bio samo zbirka starih pravnih akata, već skup potpuno novih tekstova, sa zdravorazumskom strukturom, bez vjerske podloge - napisan na narodnom živom francuskom jeziku toga doba.

Code Civil bio je korjenita promjena u sustava građanskog prava on je učinio zakone mnogo jasnijim i dostupnijim. On je i dokinuo stare sukobe između kraljevske i sudske vlasti, koji su bili na vrhuncu posljednjih godina prije revolucije, kad su mnogi suci tvrdoglavo ustrajali na svojim odlukama, koje su štitile privilegije društvenih klasa kojima su pripadali. Zbog tog se nova revolucionarna vlast - opredijelila za racionalno rješenje tog problema, dajući prednost općem društvenom interesu nasuprot partikularnom pojedinačnom - shativši da sami pravnici neće moći izraditi nove zakone.
To se odražava i u napoleonovom zakoniku zabranom sudovima da sude od slučaja do slučaja, već isključivo na osnovu općih pravila koja su se trebala uvesti (članak 5), jer je stvaranje općih pravila bilo od tada u domeni zakonodavne, a ne više sudske vlasti. Tako je teoretski dokinuto običajno pravo u Francuskoj.

## Sadržaj zakonika
Code Civil iz 1804. godine imao je 2281 člana i bio podijeljen na 4 dijela;
- Uvod u njemu se govori o pravnim učincima i primjeni zakona. Zakoni se mogu primijeniti samo ako su regularno donijeti, i službeno objavljeni, tajni zakoni nisu dozvoljeni. Zabranjeno je suditi ex post facto (primjenjivati zakone na događaje koji su se dogadili prije njihova službenog stupanja na snagu). Sucima je bilo zabranjeno odbijati predmete, zbog nedostatnosti zakona, potičući ih da sami tumače zakon i izdaju pravorijek, s druge strane, sucima je zabranjeno donošenje općih odluka zakonodavne vrijednosti.
- Prva knjiga, podijeljena na 11 poglavlja bavi se pravima građana pojedinca i porodice; uživanje građanskih prava, zaštitom privatnosti, prebivalištem, skrbništvom, starateljstvom, odnosima roditelji - djeca, brakom, odnosom bračnih drugova i rastavom braka.[4]U pogledu obiteljskog prava zakonik je po današnjim mjerilima bio - patrijalhalan, jer je davao prednost muškarcima u odnosu na žene i djecu, ali tada je u cijeloj Europi bila slična situacija. Zakonik je ipak prilično liberalan u usporedbi s ostalom Europom, on je dozvoljavao razvod na osnovu uzajamnog pristanka.[6] Mnoge od ovih odredbi su reformirane u drugoj polovici 20. st.[4]
- Druga knjiga podjeljena na 4 poglavlja, bavi se reguliranjem vlasničkih prava, vrstama imovine i služnosti.[4]
- knjiga III; o različitim načinima sticanja imovine u 1570 članaka, podj 19 nasl, ugovori...
- Treća knjiga podjeljena na 19 poglavlja i 1570 članaka, bavi se različitim načinima stjecanja imovine; nasljeđivanjem, donacijom, brakom i na osnovu ugovornih obaveza). U posljednjim poglavljima, zakonik regulira broj potrebnih ugovora, pravne i konvencionalne hipoteke, pitanja ograničenja aktivnosti i pravne lijekove.[4]

U odnosu na obaveze, zakonik je obnovio tradicionalne rimske pravne kategorije ugovornog prava; ugovor, kvazi-ugovor (latinski: quasicontractus), delikt (delictum)  i kvazi-delikt (quasi-delict ). Sloboda ugovoranja nije eksplicite navedena, ali je temeljni princip u mnogim odredbama zakonika.

## Ostali francuski zakonici iz napoleonskog doba

### Kazneni zakonik (Code pénal)
Louis Michel Le Peletier de Saint-Fargeau predstavio je nacionalnoj Ustavotvornoj skupštini novi kazneni zakonik - 1791.  On je pojasnio da njegov zakonik kažnjava samo pravi kriminal a ne lažna kriminalna djela izmišljena na bazi praznovjerja, feudalizma, i despotskog poreznog sustava. On je izbacio iz popisa kriminalnih djela sve one što je stvoreno na bazi praznovjerja (misleći pritom na kršćansku religiju), ali to su uono vrijeme bili; psovka, krivovjerje, svetogrđe i čarobnjaštvo. Svi ta stara kaznena djela su dekrimilizirana, i novi kazneni zakon izdan za vrijeme Napoleona - 1810. nije sadržavao zakonske odredbe o vjerskim zločinima, isto tako ni istospolni seksualni odnosi više nisu bili - kriminalni čin.

### Zakon o parničnom postupku (Code de procédure civile)
Pošto je cijeli stari pravni sustav bio demontiran, trebalo je promijeniti i Zakon o parničnom postupku, koji je usvojen 1806.

### Trgovački zakonik (Code de commerce)
Trgovački zakonik usvojen je - 1807. on uz brojne izmjene vrijedi još i danas u Francuskoj, njegova 11 knjiga (pomorsko pravo) ostala izvor pomorskog prava na jadranskom primorju za svo vrijeme 
Austro-Ugarske i kasnije Jugoslavije.

### Zakon o kaznenom postupku (Code d'instruction criminelle)
Zakon o kaznenom postupku (code d'instruction criminelle) objavljen je 1808. odnosio se na postupke vezane uz istražne radnje. Dvorski parlementarni sustav prije revolucije bio je kriv za puno zlostavljanja, kazneni sudovi koji su osnovani od revolucionarne vlasti, bili su kompliciran i nedjelotvoran suatav, izložen brojnim lokalnim pritiscima. Ovoj zakonik rađao se uz puno rasprava, - rezultat je bio temelj današnjeg Inkvizitornog sustava koji se koristi u kaznenim sudovima po Francuskoj i mnogim državama svijeta, uz brojne izmjene od napoleonskih vremena (naročito s poboljšanjima u pravima odbrane).
Francuska revolucija je u svojoj Deklaraciji o pravima čovjeka i građanina naglasila da se za svakog osumnjičenog građanina pretpostavlja da je nevin sve dok ga sud ne proglasi krivim. I Napoleon je želio otkloniti mogućnost samovoljnog hapšenja ili pretjerano dugog pritvora (zatvor prije suđenja). Bonaparte je napomenuo da treba biti pažljiv na očuvanju osobne slobode osobito kad je predmet pred carskim sudovima: Ti sudovi će imati veliku moć, ali im treba onemogućiti zloupotrebu te pozicije protiv slabih građanina, kad za to nema osnova. Međutim pritvor je i nadalje ostao normalna procedura kod osumnjičenih za teške zločine, 
kao što je ubojstvo.

## Francuski Građanski zakonik (zakonici) danas
Francuski Građanski zakonik - vremenom je proširen tako da danas postoji zbirka od preko 40 zakonikakoji se često mijenjaju, kao i sudska praksa kojom se ponovno reinterpretiraju. Osnovna verzija današnjeg Građanskog zakonika ima gotovo 3 000 stranica.

## Utjecaj Napoleonovog zakonika na pravosuđe ostalih zemalja svijeta
Napoleonov code civile je izvorno uveden u područja pod nadzorom Francuske u 1804.; Belgija, Luksemburg i djelomično po državama na zapadu Njemačke, sjeverozapadoj Italiji, Ženeva i Monako. Kasnije je uveden u područjima koje je osvojio Napoleon: Italija, Ilirske pokrajine, Nizozemska, Hanzeatske zemlje, po ostatku Njemačke i Švicarskoj. Code civile je još uvijek u upotrebi u Belgiji, Luksemburgu i Monaku.
Code civile je izvršio velik utjecaj na Kontinentalno pravo koje je u 20. st. postalo prevladavajuče u većini država svijeta.
Tijekom 19. st. Napoleonov code civile samostalno su usvojile brojne europskie i latinoameričke zemalje, bilo u obliku jednostavnog prijevoda ili uz znatne izmjene. Talijanski građanski zakonik iz 1865., donesen nakon ujedinjenja Italije u velikoj mjeri je nadahnut Napoleonovim građanskim zakonikom, i novi Talijanski građanski zakonik iz 1942. slijedi tu tradiciju. U Latinskoj Americi početkom 19. st., Code civile uveden je na Haitiju i Dominikanskoj Republici, i još uvijek je na snazi u tim državama. Zatim su Bolivija i Čile slijedile njihov primjer i posudile mnogo stvari iz  Napoleonovog zakonika. Čileanski građanski zakonik, kopirali su Ekvadora i Kolumbija a nakon njih Urugvaj i Argentina.
U Sjedinjenim Američkim Državama (koje su inače vezane uz običajno pravo) jedina država koja je usvojila građanski zakonik inspiriran Napoleonovim code civile bila je Louisiana - 1825. (revidiran 1870. i još uvijek na snazi).
Direktni utjecaj Napoleonovog zakonika donekle je smanjen od početka 20. st. uvođenjem Njemačkog građanskog zakonika (1900.) i Švicarskog građanskog zakonika (1912.), prvi je kopirao Japana, a drugi Turska. U 20. st., građanski zakonici  u Brazila, Meksika, Grčke i Perua bili su proizvodi usporednih metoda, s idejama posuđenim iz zakonika Njemačke, Francuske, i Švicarske.
Napoleonov code civile usvojen je 1864. u Rumunjskoj, i uz neke izmjene još uvijek je na snazi. Njegov zakonik usvojen je i u Egiptu kao dio sustava mješovitih sudova uvedenih u Egiptu nakon pada kediva Ismaila, nakon toga i druge arapske zemlje implementirale su dijelove Napoleonovog zakonika u svoje mješano zakonodavstvo.

## Vanjske poveznice
- Engleski prijevod koda
- Početci Napoleonovog zakona
- Originalni tekst na francuskom